# Isosomodes giganteus
Isosomodes giganteus is een vliesvleugelig insect uit de familie Eurytomidae. De wetenschappelijke naam is voor het eerst geldig gepubliceerd in 1886 door Ashmead.